# Rhyneptesicus nasutus
Rhyneptesicus nasutus — вид рукокрилих родини Лиликові (Vespertilionidae).

## Поширення
Країни поширення: Афганістан, Іран, Ірак, Оман, Пакистан, Саудівська Аравія, Ємен. В Омані був виявлений в тріщинах стін і в камінні зруйнованих будівель. Проживає в посушливих районах.

## Загрози та охорона
У цілому, вочевидь немає серйозних загроз для виду. Поки не відомо, чи вид присутній в будь-якій з природоохоронних територій.